# Діонісій Галікарнаський
Діоні́сій Галікарна́ський — грецький історик I ст. до н. е., ритор і критик, сучасник Юлія Цезаря. Його головна праця — «Римські стародавності» (грец. ΄Ρωμαίκη άρχαιολογία) в 20 книгах, де викладена історія Риму з стародавніх часів до Першої Пунічної війни.
Діонісій, син Олександра з Галікарнасу, народився бл. 60-го р. до н. е. В 29 до н. е., одразу після закінчення громадянських воєн в Римі, він перебрався в це місто, де присвятив 22 роки вивченню латинської мови та збору матеріалів для головної праці свого життя, «Римські стародавності» («Roman Antiquities») в 20 томах. Перші 10 томів зберіглись до нашого часу, 11-й том дійшов частково, зміст інших томів відомий за фрагментами з візантійських джерел. «Римські стародавності» викладають історію Стародавнього Риму з дуже ранніх, міфологічних часів Троянської війни і до 264 р. до н. е., початку 1-ї Пунічної війни, тобто до моменту, коли починає свою історію Полібій.
Твір Діонісія вийшов у світ в 7 р. до н. е. Вважається, що автор незабаром після цього помер.
Критики Діонісія зазначають, що автор в своєму творі постає більше ритором, майстерним оратором, ніж істориком. На шкоду послідовному викладу подій Діонісій підганяє факти, і можливо навіть вигадує їх. Тим не менш його праця містить багато цінної інформації з ранньої історії та державному устрою Стародавнього Риму.
Переклад з давньогрецької на латинську мову перших 11 томів був зроблений в 1480 р. Лапусом на замовлення папи Павла II з манускрипту X сторіччя. Твір був опублікований на оригінальній грецькій мові в 1546 р. у Парижі, в 1758 р. твір був вперше виданий в перекладі на англійську мову.
Діонісій Галікарнаський також був автором кількох трактатів з риторики, які свідчать про його глибоку обізнаність у цій сфері, зокрема, «Мистецтво риторики», «Про поєднання слів», «Комментарі до аттичних ораторів», «Про імітацію» тощо.